# Њу Баверија (Охајо)
Њу Баверија (енгл. New Bavaria) град је у америчкој савезној држави Охајо.

## Демографија
По попису из 2010. године број становника је 99, што је 21 (26,9%) становника више него 2000. године.
| Група             | 2000.      | 2010.      |
| Белци             | 77 (98,7%) | 94 (94,9%) |
| Афроамериканци    | 0 (0,0%)   | 0 (0,0%)   |
| Азијати           | 1 (1,3%)   | 0 (0,0%)   |
| Хиспаноамериканци | 0 (0,0%)   | 5 (5,1%)   |
| Укупно            | 78         | 99         |